# Ramakrishnaia notabilis
Ramakrishnaia notabilis är en insektsart som beskrevs av Bolívar, I. 1917. Ramakrishnaia notabilis ingår i släktet Ramakrishnaia och familjen Pyrgomorphidae. Inga underarter finns listade i Catalogue of Life.